# Líbia az 1988. évi nyári olimpiai játékokon
Líbia a dél-koreai Szöulban megrendezett 1988. évi nyári olimpiai játékok egyik részt vevő nemzete volt. Az országot az olimpián 3 sportágban 6 sportoló képviselte, akik érmet nem szereztek.

## Atlétika
Férfi
| Versenyző          | Versenyszám | Előfutam | Előfutam | Előfutam | Negyeddöntő | Negyeddöntő | Negyeddöntő | Elődöntő | Elődöntő | Elődöntő | Döntő   | Döntő    |
| Versenyző          | Versenyszám | Idő      | Hely.    | Össz.    | Idő         | Hely.       | Össz.       | Idő      | Hely.    | Össz.    | Idő     | Helyezés |
| ------------------ | ----------- | -------- | -------- | -------- | ----------- | ----------- | ----------- | -------- | -------- | -------- | ------- | -------- |
| Abdullah Ali Ahmed | 200 m       | 22,11    | 7.       | 58.      | kiesett     | kiesett     | kiesett     | kiesett  | kiesett  | kiesett  | kiesett | kiesett  |
| Abdullah Ali Ahmed | 400 m       | 48,89    | 5.       | 60.      | kiesett     | kiesett     | kiesett     | kiesett  | kiesett  | kiesett  | kiesett | kiesett  |

| Versenyző           | Versenyszám | Selejtező                                       | Selejtező | Döntő    | Döntő    |
| Versenyző           | Versenyszám | Eredmény                                        | Helyezés  | Eredmény | Helyezés |
| ------------------- | ----------- | ----------------------------------------------- | --------- | -------- | -------- |
| Fathi Khalifa Aboud | Hármasugrás | 15,13 m (azonos eredmény) érvényes ugrás nélkül | 36.       | kiesett  | kiesett  |

## Kerékpározás

### Országúti kerékpározás
Férfi
| Versenyző           | Versenyszám   | Idő           | Helyezés      |
| ------------------- | ------------- | ------------- | ------------- |
| Abdel Hamed El-Hadi | Mezőnyverseny | nem ért célba | nem ért célba |
| Abdullah Badri      | Mezőnyverseny | nem ért célba | nem ért célba |

## Súlyemelés
| Versenyző        | Versenyszám | Szakítás                 | Szakítás                 | Lökés    | Lökés    | Összesen | Helyezés |
| Versenyző        | Versenyszám | Eredmény                 | Helyezés                 | Eredmény | Helyezés | Összesen | Helyezés |
| ---------------- | ----------- | ------------------------ | ------------------------ | -------- | -------- | -------- | -------- |
| Ahmed El-Magrisi | 90 kg       | 135,0                    | 19.                      | 172,5    | 17.      | 307,5    | 20.      |
| Abdullah Mussa   | 90 kg       | érvényes kísérlet nélkül | érvényes kísérlet nélkül | kiesett  | kiesett  | kiesett  | kiesett  |